# Voßberg (Lohne)
Voßberg, auch Vossberg, ist ein Stadtteil der Stadt Lohne in Niedersachsen.

## Geografie
Die Stadtteil mit rund 1100 Einwohnern liegt im Norden der Stadt Lohne. Eingerahmt wird er durch die Bauerschaften Bokern, Lohnerwiesen und Schellohne. Die nächsten Kommunen sind Bakum (7 km), Dinklage (9 km), Vechta (8 km), Holdorf (11 km) und Steinfeld (9 km).

## Geschichte

### Die Teilung der Schellohner Mark
Den Anstoß zur Teilung der kleinen Schellohner Mark gab Clemens Zerhusen 1876 von der Firma Gerh. H. Zerhusen. Die Lederfabrik Zerhusen lag am Ausgang von Lohne in Richtung Märschendorf (heute ist hier die Firma Rüwe zu finden). Mit Schreiben vom 7. Dezember 1876 wandte sich Zerhusen an die Großherzogliche Regierung in Oldenburg mit der Bitte, man möge ihm für die Anlage eines „Schälwaldes“ aus der Schellohner Mark am sogenannten Voßberg ca. 50 Scheffelsaat überlassen, da die deutsche Lederfabrikation unabhängig von Auslandsimporten werden müsse. Die benötigte Lohe könne man schließlich auch in deutschen Landen selbst produzieren, so zum Beispiel auf der mit Heide bestandenen Fläche am Voßberg. Er wolle dort Eichen anpflanzen und die Eichenrinde für die Gerbung der Häute zu Leder verwenden. Er verpflichte sich, „binnen 5 Jahren genanntes Grundstück zu einem rationellen Schälwald zu cultivieren“.
Überliefert ist, dass er einen „Forst“ angelegt hat. Alte Schellohner Einwohner bekundeten, dass man früher nicht „Voßbag“, sondern „Forsterbag“ gesagt habe, was mit dem Antrag Zerhusens auf Errichtung eines Schälwaldes korrespondiert. Die Bäume wurden 1928 gefällt, die Fläche wurde aber nicht wieder aufgeforstet, zumal die Inflationszeit und die Weltwirtschaftskrise dem entgegenstanden. Die Fläche blieb somit sich selbst überlassen; Sandberge wehten zusammen und kleine Kiefern waren nun vorzufinden.

### Entwicklung der Baugebiete
Durch die vielen Heimatvertriebenen nach dem Ende des Zweiten Weltkriegs war Lohne in der Nachkriegszeit um ca. 4000 Einwohner angewachsen. Für diese Neubürger und durch die in den Kriegsjahren unterbliebene Bautätigkeit herrschte großer Wohnungsmangel und reges Bauinteresse.
Die Besitzerin eines mageren Geestbodens stellte ihre Heide- und Ödlandflächen schließlich als Bauland zur Verfügung. So konnten auch auf dem Voßberg Bauplätze mit einem billigen Erbbauzins erworben werden. Er betrug bei einer ca. 2000 m² großen Baufläche etwa 300 DM pro Jahr. Diese Grundstücksgröße wurde gewählt, damit man die Vorteile eines Kleinsiedlers in Anspruch nehmen konnte.  Ab dem Jahr 1950 begann hier die Wohnbebauung, und ein Jahr später waren bereits die ersten sechs Häuser erstellt. Es wurden Eigenheime erstellt, die jeweils mit einem Stall und einem großen Gemüsegarten versehen waren. Im Jahre 1953 waren schon 25 Häuser erstellt, und die Stadt Lohne erwirkte von der Regierung in Oldenburg die Genehmigung, weitere Bauplätze im Bebauungsplan auszuweisen. So kamen in den darauffolgenden Jahren immer neue Baugebiete dazu wie 1965 am Jagdweg und Balzweg.
Es folgten ab dem Jahre 1980 die großen Baugebiete: Rehweg und Hirschweg sowie entlang der Voßbergstrasse, Richtung Bakumer Straße, der Iltisweg und Hasenweg. 1986 entstand die Siedlung am Voßberger Ring und Marderweg, während im Jahre 1990 die Erweiterung der Bebauung am Marderweg, Hermelinweg, Luchsweg und Eichhornweg erfolgte.
Im Jahre 2015 begann die Bautätigkeit in der neuen Siedlung „Voßberg-Nord“ mit den Straßen Pariser Straße und Mühlhausener Straße. Mittlerweile (Stand: 30. November 2024) sind hier und in den nachfolgenden Jahren an der Burgunder Straße und dem Elsässer Weg rund 150 neue Einfamilien- und Mehrfamilienhäuser entstanden.

## Kultur

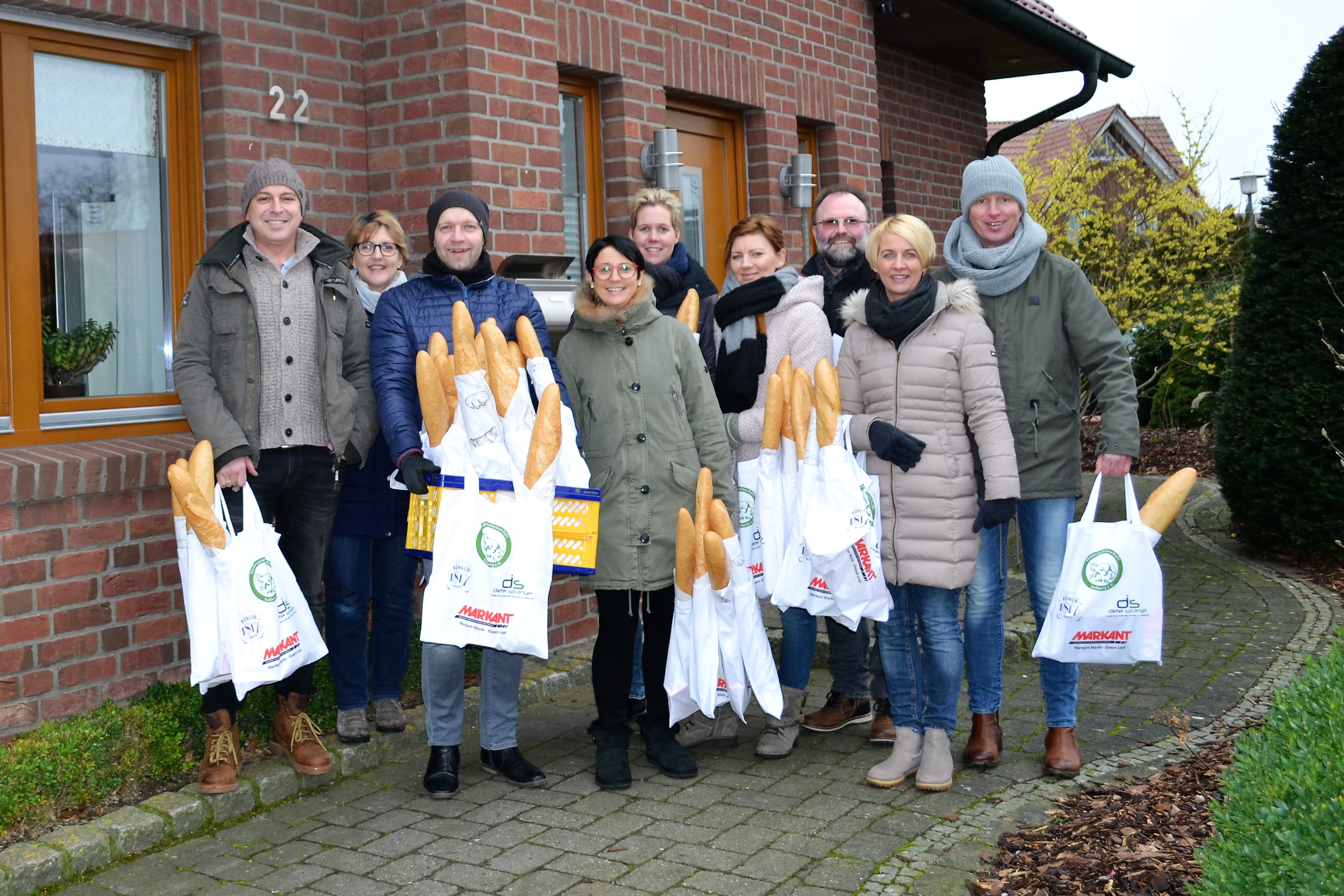
Die „Siedlergemeinschaft Voßberg“ begrüßt neue Bewohner des Stadtteils mit Brot und Salz

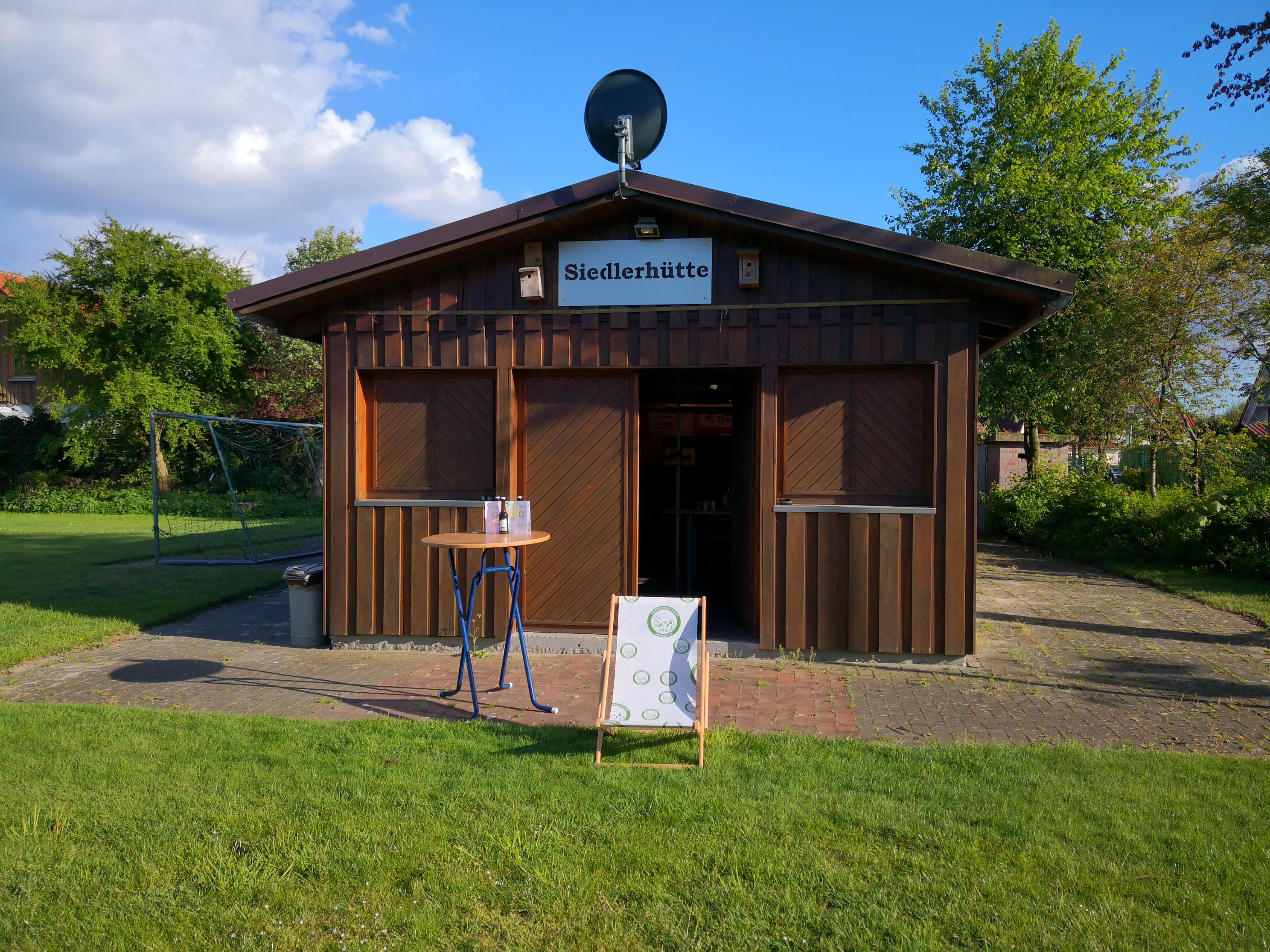
Siedlerhütte auf dem Dorfplatz

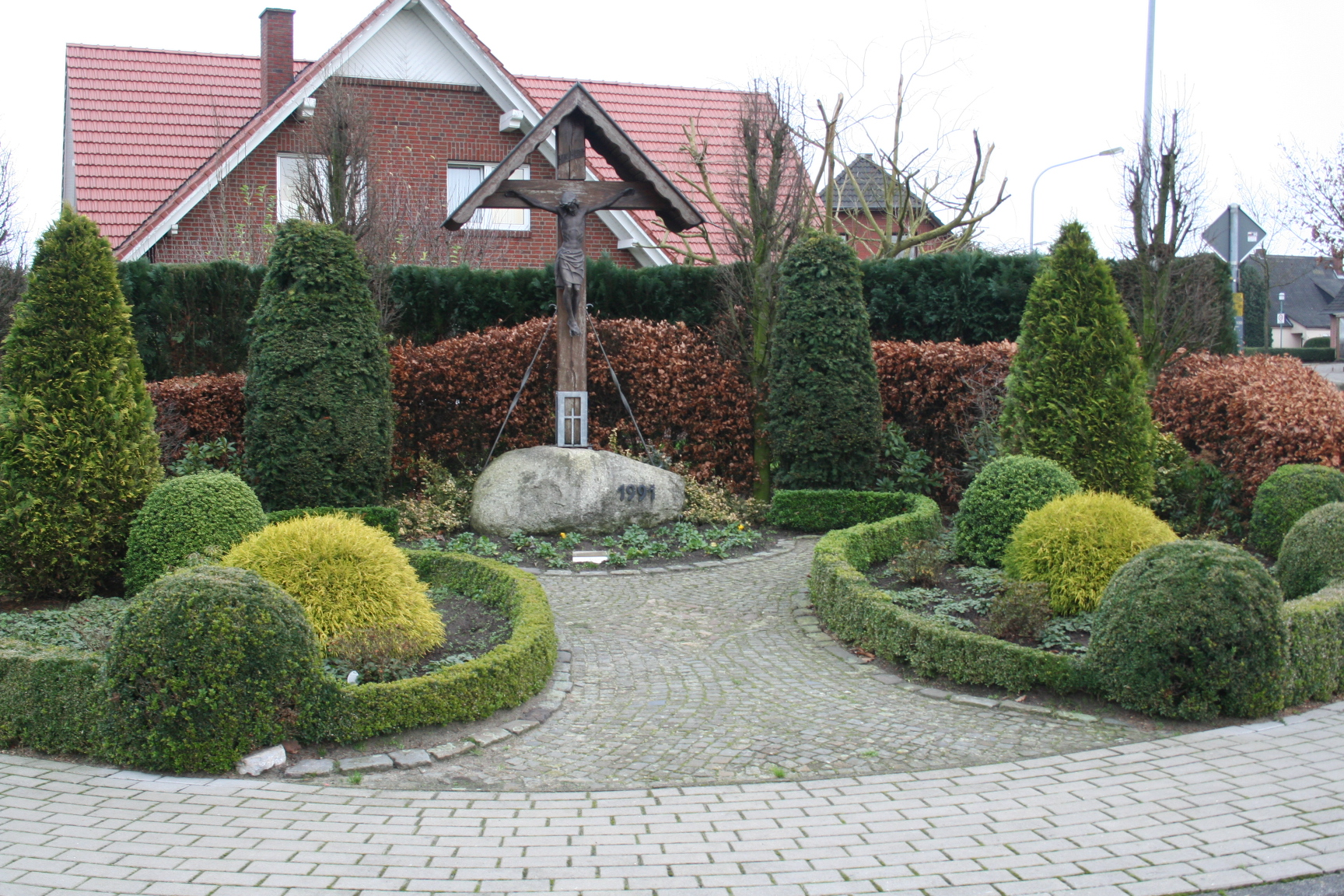
Kreuzanlage Voßberg

Beim Bauen der Eigenheime auf dem Voßberg hatten sich die Bauherren gegenseitig geholfen, sie wuchsen zusammen und feierten zusammen. Daraufhin wurde 1958 die „Siedlergemeinschaft Voßberg“ gegründet. Heute führt der Vereinsvorstand regelmäßig eine Willkommenstour durch, bei der er die neuen Bewohner des Stadtteils mit einem Jutebeutel  mit Salz und Brot begrüßt werden.
Der Dorfplatz, der Kinderspielplatz, die Kreuzanlage, diverse Sitzecken oder die Dorfhütte auf dem Siedlerplatz wurden in Eigenregie von ehrenamtlich Tätigen im Stadtteil errichtet.

## Infrastruktur

### Verkehr
Die Bundesautobahn A 1 – auch „Hansalinie“ genannt – ist von der Siedlung knapp sechs Kilometer entfernt. Die beiden Bundesstraßen im Landkreis Vechta (B 69 und B 214) sind in wenigen Minuten erreichbar.
Die Nordwestbahn begrenzt die Siedlung auf der Süd-Ostseite und der Bahnhof der Stadt Lohne ist in drei Kilometern erreichbar.
Der Brücken-Radweg Bremen-Osnabrück verläuft direkt an der Siedlung vorbei.

### Bildung
Für die Kinder der Siedlung besteht die Möglichkeit einer Betreuung im Kindergarten St. Michael am Bruchweg oder bei den „Großen Strolchen“ an der Pariser Straße. Grundschüler besuchen die Ketteler-Schule.
Weiterführende Schulen, wie die Hauptschule und die beiden Realschulen sowie das Gymnasium, liegen in unmittelbarer Nähe der Siedlung. Das gilt ebenso für die berufsbildenden Schulen, wie die Handelslehranstalt und die Adolf-Kolping-Berufsschule.

## Regelmäßige Veranstaltungen
Höhepunkt im Jahreslauf ist das vierte Wochenende im Juli, an dem seit 1958 immer das Siedlerfest stattfindet. An jedem zweiten Mittwoch im Monat Mai treffen sich die Bewohner vom Voßberg und aus der Pfarrgemeinde, um eine Maiandacht an der Kreuzanlage zu halten. Der Winterball oder das Setzen des Maibaums sind ebenso zu erwähnen wie die Enten-Rallye im neuen Baugebiet „Voßberg-Nord“.